# 戈里科耶湖 (阿爾泰邊疆區)
戈里科耶湖（俄语：Горькое），是俄羅斯的湖泊，位於該國南部，由阿爾泰邊疆區負責管轄，長14公里、寬4.5公里，面積41.8平方公里，海拔高度216米，平均水深3.5米，最大水深8米。